# 待宵草
待宵草为柳叶菜科月见草属下的一種開花植物。它原產於智利的德斯溫特杜拉多斯群島和阿根廷南部，並已被引入到世界各地的許多地方。未改良物種可向商業供應商取得，栽培品種為「Sulphurea」。英國皇家園藝學會認為這兩種植物都是吸引傳粉昆蟲的好植物。

## 外部連結
維基物種上的相關：待宵草
- . 中国植物物种信息数据库.   [2013-01-15].